# Xeber Alkain
Xeber Alkain Mitxelena (Hondarribia, 26 giugno 1997) è un calciatore spagnolo, attaccante dell'Eibar.

## Carriera
Cresciuto nel settore giovanile della Real Sociedad, nel 2016 viene aggregato alla rosa della terza squadra. Rimane qui fino al gennaio 2019, quando viene ceduto in prestito all'Arenas Getxo, in terza divisione. Rientrato alla base, viene promosso in seconda squadra, con la quale ottiene la promozione in seconda divisione al termine della stagione 2020-2021. Il 14 agosto 2021 ha esordito in Segunda División, disputando l'incontro vinto per 1-0 contro il Leganés. Realizza la sua prima rete in campionato un mese dopo, nell'incontro perso per 2-3 contro l'Eibar. Il 7 giugno 2022 viene acquistato a titolo definitivo dall'Alavés, firmando un contratto triennale.

## Statistiche

### Presenze e reti nei club
Statistiche aggiornate al 27 novembre 2022.
| Stagione               | Squadra                | Campionato             | Campionato | Campionato | Coppe nazionali | Coppe nazionali | Coppe nazionali | Coppe continentali | Coppe continentali | Coppe continentali | Altre coppe | Altre coppe | Altre coppe | Totale | Totale |
| Stagione               | Squadra                | Comp                   | Pres       | Reti       | Comp            | Pres            | Reti            | Comp               | Pres               | Reti               | Comp        | Pres        | Reti        | Pres   | Reti   |
| ---------------------- | ---------------------- | ---------------------- | ---------- | ---------- | --------------- | --------------- | --------------- | ------------------ | ------------------ | ------------------ | ----------- | ----------- | ----------- | ------ | ------ |
| gen.-giu. 2019         | Arenas Getxo           | SDB                    | 16         | 2          |                 | -               | -               |                    | -                  | -                  |             | -           | -           | 16     | 2      |
| 2019-2020              | Real Sociedad B        | SDB                    | 18         | 3          |                 | -               | -               |                    | -                  | -                  |             | -           | -           | 18     | 3      |
| 2020-2021              | Real Sociedad B        | SDB                    | 27         | 5          |                 | -               | -               |                    | -                  | -                  |             | -           | -           | 27     | 5      |
| 2021-2022              | Real Sociedad B        | SD                     | 38         | 9          |                 | -               | -               |                    | -                  | -                  |             | -           | -           | 38     | 9      |
| Totale Real Sociedad B | Totale Real Sociedad B | Totale Real Sociedad B | 83         | 17         |                 | -               | -               |                    | -                  | -                  |             | -           | -           | 83     | 17     |
| 2022-2023              | Alavés                 | SD                     | 16         | 2          | CR              | 1               | 0               |                    | -                  | -                  |             | -           | -           | 17     | 2      |
| Totale carriera        | Totale carriera        | Totale carriera        | 115        | 21         |                 | 1               | 0               |                    | -                  | -                  |             | -           | -           | 116    | 21     |

## Palmarès

### Club

#### Competizioni nazionali
- Segunda División B: 1

Real Sociedad B: 2020-2021 (gruppo 2)